# St. Albans (ciutat de Vermont)
St. Albans és l'única ciutat i seu del Comtat de Franklin (Vermont) dels Estats Units d'Amèrica.

## Demografia
Segons el cens dels Estats Units del 2000 St. Albans tenia 7.650 habitants., tenia 7.650 habitants, 3.235 habitatges, i 1.937 famílies. La densitat de població era de 1.455 habitants per km².
Dels 3.235 habitatges en un 31,6% hi vivien nens de menys de 18 anys, en un 43,6% hi vivien parelles casades, en un 12,1% dones solteres, i en un 40,1% no eren unitats familiars. En el 31,4% dels habitatges hi vivien persones soles el 12,6% de les quals corresponia a persones de 65 anys o més que vivien soles. El nombre mitjà de persones vivint en cada habitatge era de 2,35 i el nombre mitjà de persones que vivien en cada família era de 2,97.
Per edats la població es repartia de la següent manera: un 25,6% tenia menys de 18 anys, un 8,3% entre 18 i 24, un 31,8% entre 25 i 44, un 20,3% de 45 a 60 i un 14% 65 anys o més.
L'edat mediana era de 35 anys. Per cada 100 dones de 18 o més anys hi havia 86,2 homes.
La renda mediana per habitatge era de 37.221 $ i la renda mediana per família de 44.286 $. Els homes tenien una renda mediana de 31.340 $ mentre que les dones 23.262 $. La renda per capita de la població era de 17.853 $. Entorn del 8,5% de les famílies i el 9,6% de la població estaven per davall del llindar de pobresa.